# Лазар Станев
Ла̀зар Иванов Ста̀нев е български общественик и политически деец.

## Биография
Лазар Станев е роден на 24 май 1897 г. в село Торос, Луковитско. През 1916 г. е мобилизиран; на фронта е под влиянието на тесните социалисти. Завършва Института за прогимназиални учители във Враца (1922 г.) и докато практикува учителската си професия, взема участие в обществено-политическия живот в България. През 1922 г. става член на БЗНС. След държавния преврат на 9 юни 1923 г. е арестуван, в края на декември 1923 г. е лишен завинаги от учителски права, преследван е, но активно работи за възстановяването на БЗНС и за обединение на земеделци и комунисти. Той е един от създателите и изявените представители на левицата в БЗНС.
След атентата от април 1925 г. отново е арестуван и осъден на смърт по ЗЗД. Следващата година получава амнистия и е интерниран в село Торос. Продължава политическата си дейност и се изявява като редактор в печатния орган на земеделската левица „Земледелско възраждане“ и неин представител в Селския интернационал (Крестинтерн) в Москва (1927 – 1928). Делегат е на Европейския селски конгрес в Берлин (1930), където изнася доклад. Избран е за член на Европейския селски комитет. БЗНС го изключва и тогава през 1931 г. „левият земеделец“ Лазар Станев става член на Работническата партия (РП). Избран е за народен представител в XXIII обикновено народно събрание, а през 1933 г. заедно с цялата работническа парламентарна група е отстранен. Редактор е на изданията на РП „Селски комитети“ и „Селско знаме“.
Влошеното му здраве става причина през 1934 г. да замине на лечение в СССР. Там присъства на VII конгрес на Коминтерна през 1935 г., а на следващата година завършва „Международна ленинска школа“ (International Lenin School; Международная ленинская школа). След завръщането си през 1936 г. в България отново е арестуван и затворен. Освободен е под гаранция и минава в нелегалност. Избран е за член на Централния комитет (ЦК) на РП.
На 8 декември 1938 г. почива от туберкулоза.